# PP El Verdadero
PP, El Verdadero (acrónimo de Periódico Popular) fue un diario ecuatoriano estatal fundado el 5 de septiembre de 2010, que circuló hasta 2015. El impreso debió tomar este nombre para distinguirse de El Popular, tabloide de propiedad privada que circulaba en la ciudad de Quito.

## Historia
Durante la Revolución Ciudadana y tras la consolidación del sistema de medios públicos de Ecuador, encabezado por la televisora pública Ecuador TV, Radio Pública de Ecuador y diario El Telégrafo, tras no obtener los ingresos esperados por la venta de ejemplares del periódico, la restricción de publicidad comercial y anunciar varias pérdidas económicas, el entonces ministro de Telecomunicaciones, Jorge Glas, anunció en febrero de 2010 la intención del Gobierno Nacional de crear un tabloide de contenido popular, que permitiera aprovechar la infraestructura adquirida para El Telégrafo y contribuyera a superar el déficit económico de Editores Gráficos Nacionales, Editogran.
Obviamente inspirados por el exitoso caso de la empresa Gráficos Nacionales S. A., editora del diario Expreso (de ventas inferiores a El Universo y El Comercio) y del tabloide Extra (el diario más vendido en Ecuador), en septiembre de 2010 se publica la primera edición de PP El Verdadero, con difusión a nivel nacional y un precio similar al de los tabloides Extra y Súper de Guayaquil y Últimas Noticias de Quito.
A diferencia de Extra y Súper, cuyo enfoque era la crónica roja y sucesos policiales, el Periódico Popular en su primera etapa bajo la edición general de Máximo García, intentó concentrarse en noticias de corte más positivo, atendiendo sucesos y necesidades de índole barrial y comunitaria, deportiva y farandulera. Sin embargo, la fórmula no se tradujo en las ventas deseadas, y en 2013 ya se mencionó por primera vez la posibilidad de su cierre, mismo que fue descartado de inmediato por su director Orlando Pérez.
Tras un nuevo comunicado publicado en septiembre de 2014 frente a nuevas insinuaciones de una posible disolución de Editogran, el 16 de enero de 2015 el entonces presidente de la República, Rafael Correa Delgado, decreta la creación de la empresa pública El Telégrafo EP, en reemplazo de Editogran S.A., y poco después deja de imprimirse "el pepe", previo a la compra de diario El Tiempo de la ciudad de Cuenca.